# Castel Saalhof
Castel Saalhof (Schloss Saalhof in tedesco) si trova nel comune austriaco di Maishofen nel Distretto di Zell am See appartenente al Land Salisburghese e la sua storia inizia nell'XI secolo.

## Storia

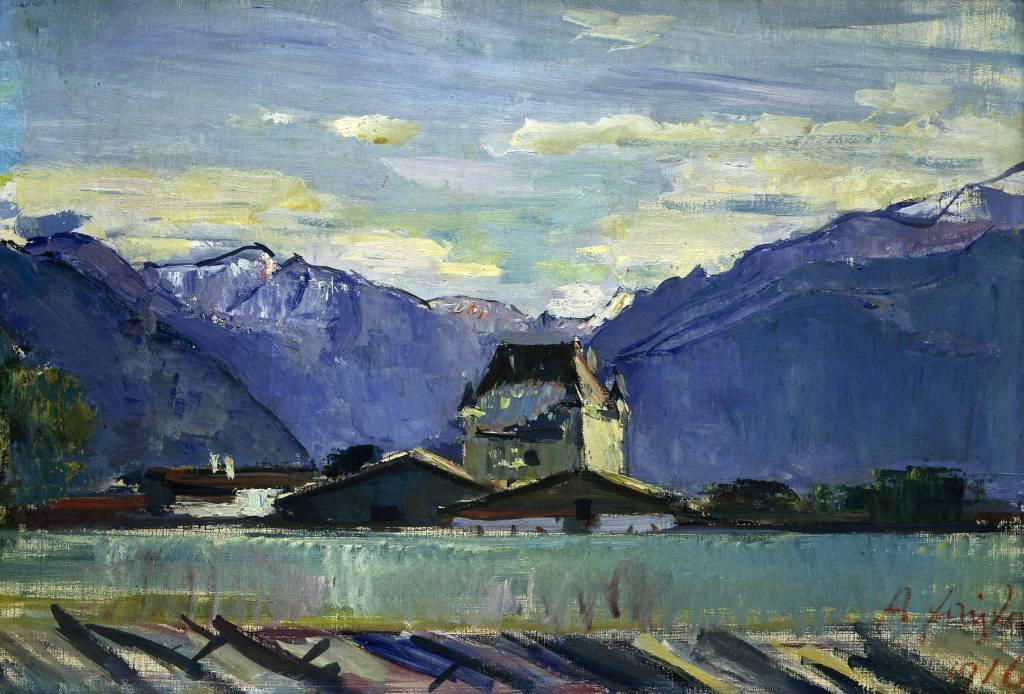
Dipinto raffigurante il castello opera del pittore salisburghese Anton Faistauer

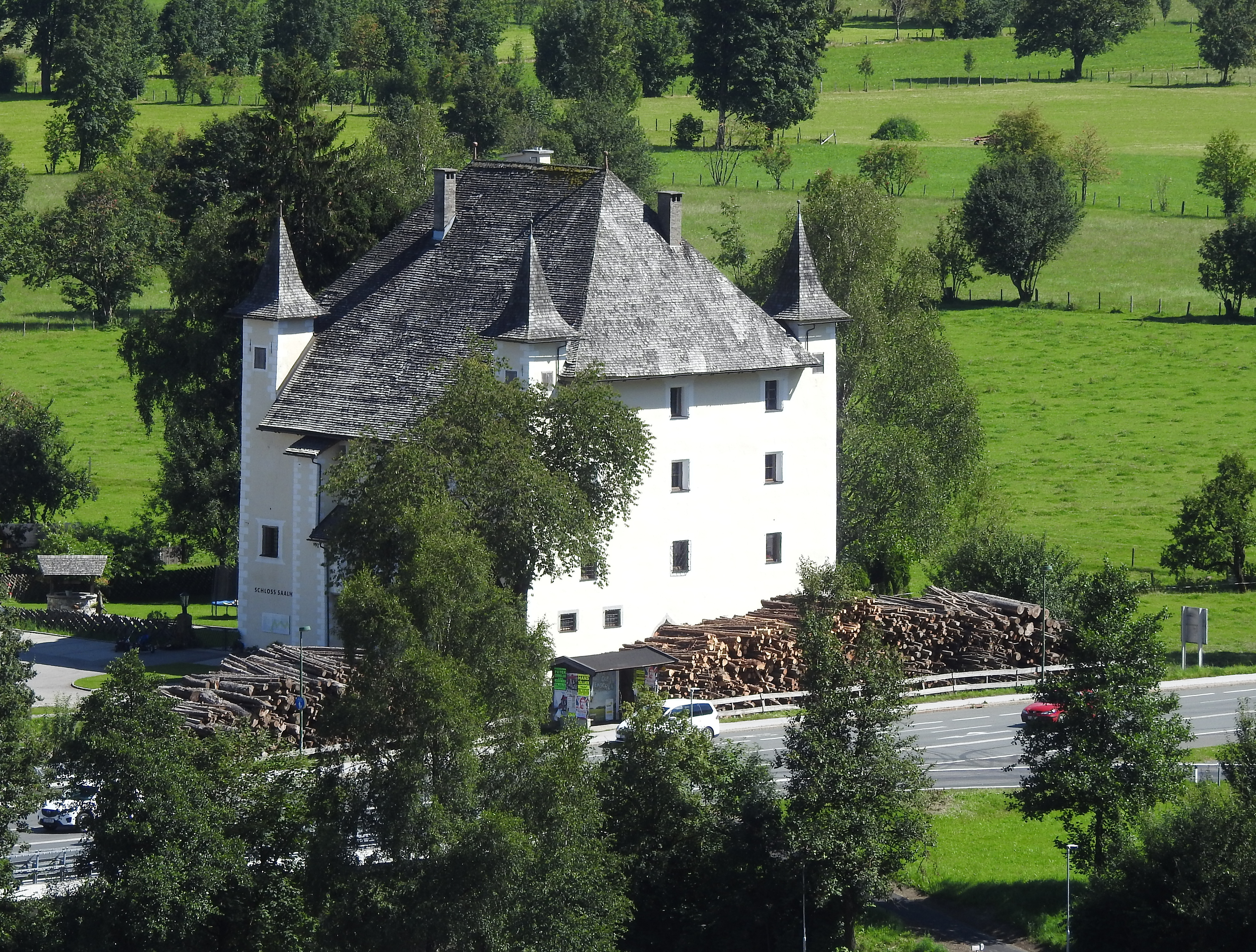
Castello con la strada che vi passa a breve distanza

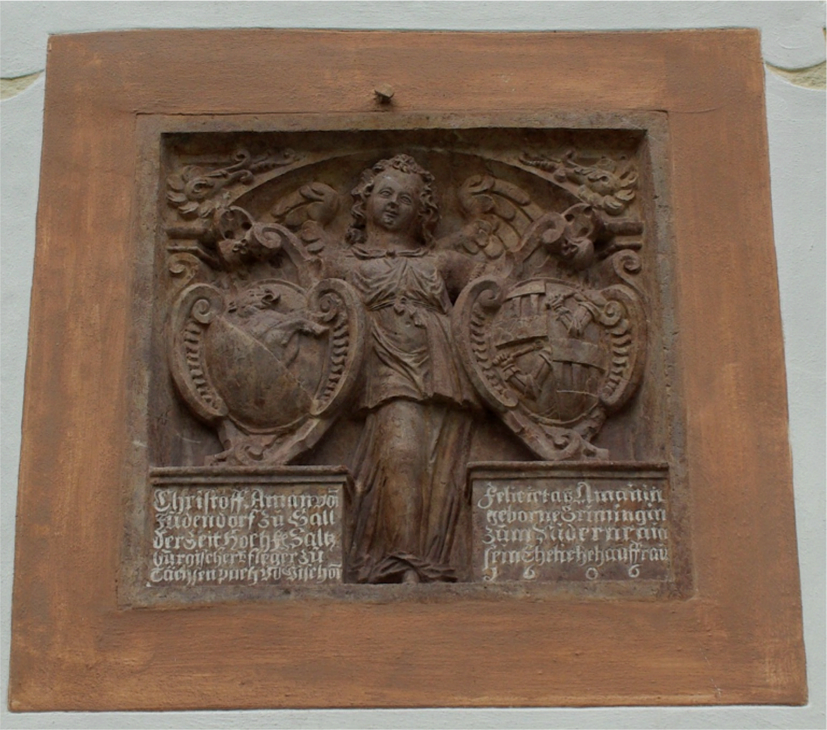
Lapide quadrata in marmo rosso che raffigura un angelo che sorregge i due stemmi delle famiglie Aman e Grimming

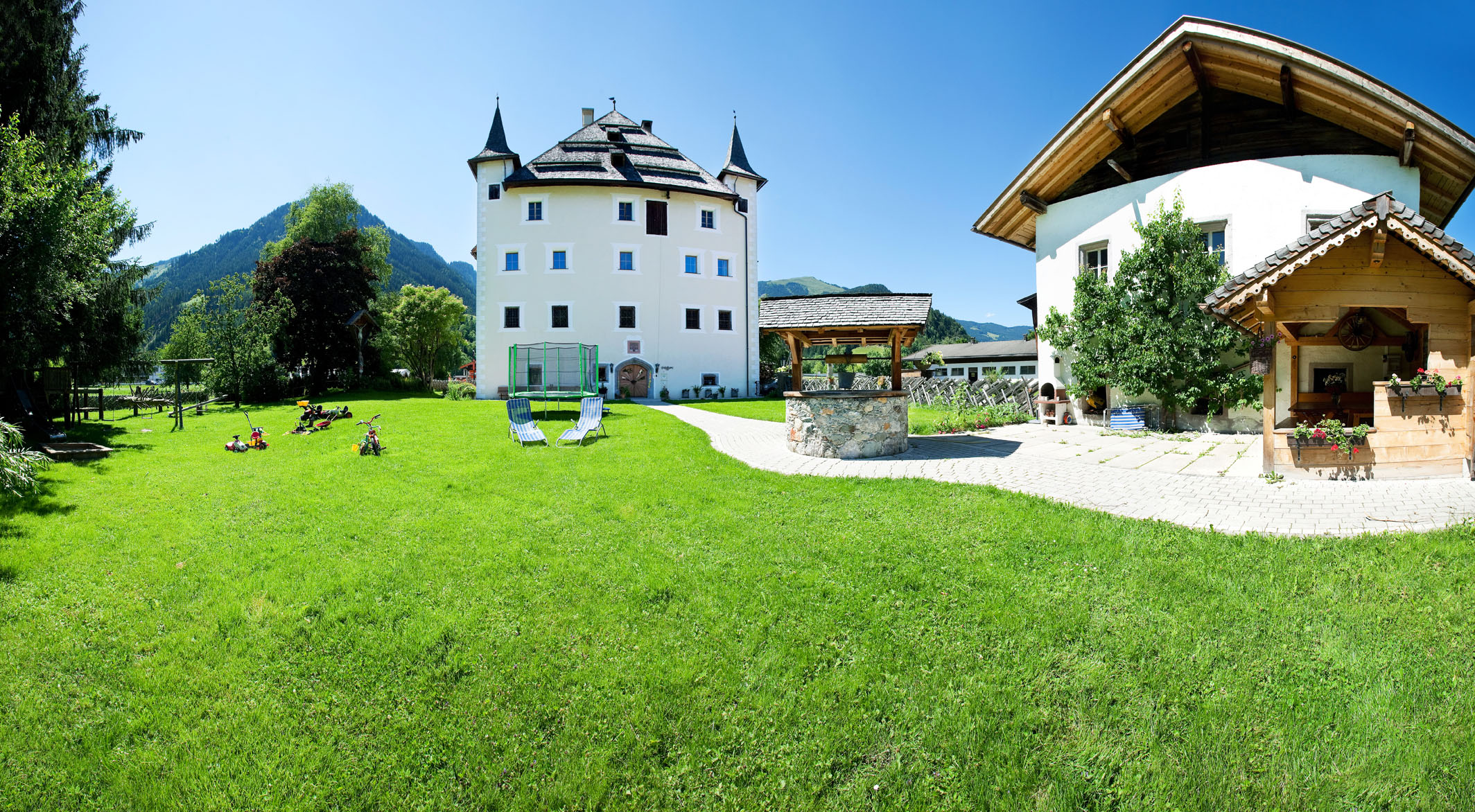
Il castello è divenuto un luogo di soggiorno estivo

Il castello Saalhof è uno dei castelli più antichi della regione del Pinzgau e risale probabilmente all'XI secolo, quando probabilmente era la residenza dei signori della regione. La tenuta è probabile che nel 1296 sia appartenuta al vescovo Corrado di Fohnsdorf, soprannominato Teufel (Diavolo, in tedesco). Fu feudo dell'arcidiocesi di Salisburgo e nel 1433 viene ricordato come proprietario Oswald Eisenstang. La figlia Margareta sposò poco dopo la metà del secolo Heinrich Hackl che in seguito divenne l'unico proprietario del castello. Dopo la sua morte, avvenuta nel 1584, poiché David Hackl era fortemente indebitato la residenza venne ceduta a Sigmund Aman von Judendorf. Christof Aman diede all'edificio la forma di castello che ci è pervenuta intorno al 1606, con arredi interni curati. In seguito lo vendette a Jakob Riedl e all'inizio del XVIII secolo la tenuta passò a Johann Matheus Kobald von Dambach. Quando questi morì senza figli nel 1752 iniziarono le controversie sull'eredità che si conclusero con l'accordo che prevedeva la cessione del castello al barone Hackledt che rilevò la fattoria e ne ottenne il feudo. Nel 1798 gli successe Rochus von Braun e i suoi eredi lo vendettero nel 1840 a Josef Zetner, locandiere di Weißbach, e da questi passò alla famiglia Schattbacher nel 1874. La residenza appartiene ancora ai loro discendenti, la famiglia Rieder. Nel 1970 i due vecchi fabbricati agricoli furono demoliti e sostituiti da una moderna stalla.

## Descrizione
Castel Saalhof si trova nel comune austriaco di Maishofen nel Distretto di Zell am See appartenente al Land Salisburghese ed è posizionato sulla strada principale che porta da Zell am See a Saalfelden. Di fronte inizia la valle del Glemm, quindi occupa una posizione un tempo strategica. Rappresenta una tipica residenza del Pinzgau con quattro torri angolari quadrate. Mostra quattro piani sulle facciate est e ovest e solo tre piani nelle altre due facciate. Il tetto a padiglione è ricoperto da scandole di legno. Sul lato est si apre il portale che immette all'interno e sopra questo si conserva una lapide quadrata in marmo rosso che raffigura un angelo che sorregge i due stemmi delle famiglie Aman e Grimming. L'iscrizione sulla lapide cita Christof Aman e sua moglie Felicitas, nata Grimming e l'anno 1606 dovrebbe indicare il completamento dei lavori di ristrutturazione. Al primo piano dell'edificio si aprono diversi portali con lesene scanalate. L'ex cappella nobiliare è stata da tempo profanata e non è più aperta alle funzioni. Il pittore salisburghese Anton Faistauer fu affascinato dalle forme del castello, spesso lo scelse come soggetto per i suoi dipinti e dopo la sua morte venne sepolto nel cimitero locale. Nel 1766 nel castello nacque il famoso botanico salisburghese Franz Anton Alexander von Braune.

### Bene architettonico tutelato
Castel Saalhof dal 1993 è stato posto sotto tutela dei monumenti da parte della Repubblica austriaca col numero 45395.